# فريدريك وايت
فريدريك وايت (بالإنجليزية: Frederick Whyte)‏ هو صحفي وسياسي بريطاني (وحمل سابقاً جنسية المملكة المتحدة لبريطانيا العظمى وأيرلندا)، ولد في 1883، وتوفي في 1970. حزبياً، نشط في الحزب الليبرالي. وقد انتخب member of the Central Legislative Assembly ‏ وفي الانتخابات العمومية البريطانية في يناير 1910 ‏، انتخب عضو برلمان المملكة المتحدة الـ29 عن دائرة Perth ‏ (15 يناير 1910 – 28 نوفمبر 1910) وفي الانتخابات العمومية البريطانية في ديسمبر 1910 ‏، انتخب عضو برلمان المملكة المتحدة الـ30 عن دائرة Perth ‏ (3 ديسمبر 1910 – 25 نوفمبر 1918).